# Feofan (Prokopovič)
Feofan Prokopovič (rusky Феофан Прокопович; 18. června 1681, Kyjev – 19. září 1736, Petrohrad) byl ukrajinsko-ruský filozof, spisovatel, státník, novgorodský arcibiskup, přívrženec ruského cara Petra I. Velikého a vedoucí vědecko-literárního kroužku Učená družina (např. Antioch Dmitrijevič Kantemir, Vasilij Nikitič Tatiščev (rusky Василий Никитич Татищев) atd.). Byl ideologem osvícenského absolutismu Petra I. Velikého. Měl vliv na Michaila Vasilijeviče Lomonosova a ruské osvícence druhé poloviny 18. století. Kritizoval jej např. arcibiskup Feofilakt Lopatinskij a další.